# Slimane Raho
Slimane Raho (Oran, 20 de outubro de 1975) é um futebolista profissional argelino que atua como meia.

## Carreira
Slimane Raho representou o elenco da Seleção Argelina de Futebol em 3 edições do Campeonato Africano das Nações, em 2002, 2004 e 2010.